# Папети, Доминик
Доменик Луи Фереоль Папети (фр. Dominique Louis Féréol Papety; 12 августа 1815, Марсель — 19 сентября 1849, там же) — французский художник.

## Биография
Сын марсельского мыловара. В детстве проявив талант к рисованию, Папети начал брать уроки у художника Огюстена Обера. В 1835 году он отправился в Париж, где поступил в Школу изящных искусств. Учился у Леона Конье. Уже в 1836 году Папети и Шарль Октав Бланшар разделили между собой Римскую премию молодым художникам (первое место). Картина Папети, получившая премию, была написана на классический сюжет: Моисей высекает посохом воду из камня.
Получив по условиям премии право на бесплатную длительную поездку в Рим, Папети прожил в этом городе на вилле Медичи с 1837 по 1842 год. Его современник, Энгр, говорил, что Папети «уже был мастером, когда прикоснулся к кисти». Первый раз Папети выставил свою картину на Парижском салоне в 1843 году.
Со своим другом, искусствоведом и знатоком древностей Франсуа Сабатье-Унгером, Папети совершил в 1846 году поездку в Грецию. Вместе они посетили все православные монастыри горы Афон. На Афоне Папети сделал сотни рисунков, многие из которых позднее опубликовал.
В 1847 году Папети совершил ещё одну поездку в Грецию, где сделал эскизы для фресок парижского Пантеона. Кроме того, он зарисовал археологические памятники античности и провел этнографические исследования местных обычаев и народного костюма. По заказу принца Антуана Орлеанского, герцога де Монпансье Папети также создал картину, посвященную его визиту в Афины за два года до этого.
По возвращении в Марсель Папети заболел холерой и скончался в 1849 году в возрасте тридцати четырёх лет. Его картины были проданы с аукциона.
Именем художника названа улица в Марселе.

## Галерея

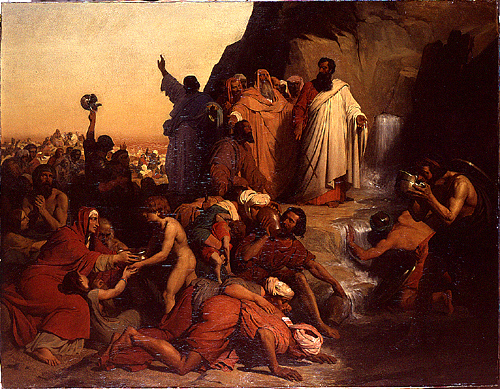
Моисей, иссекающий воду из скалы. 1836. Собрание Школы изящных искусств
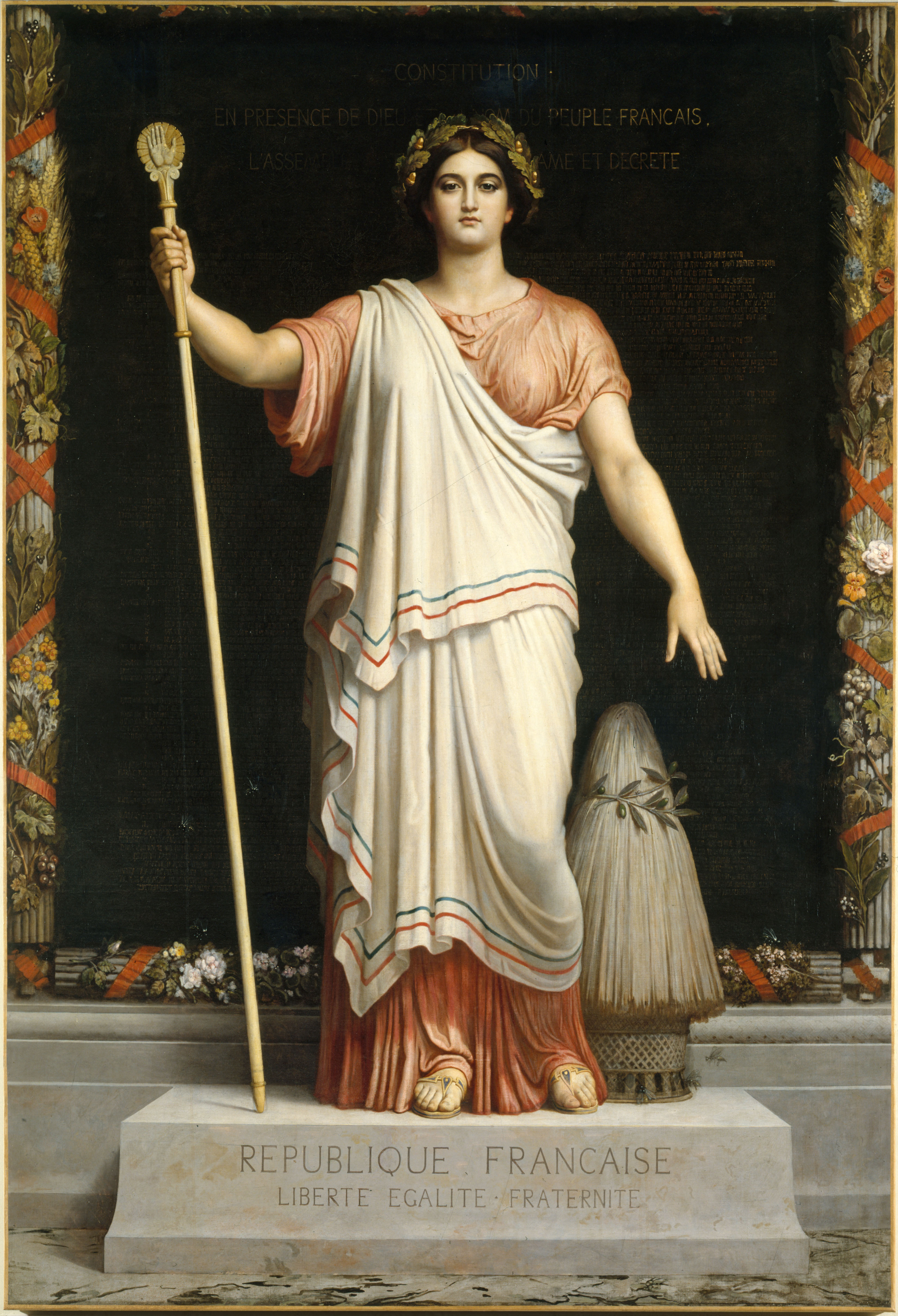
Аллегория Республики. 1848, Малый дворец (Париж)
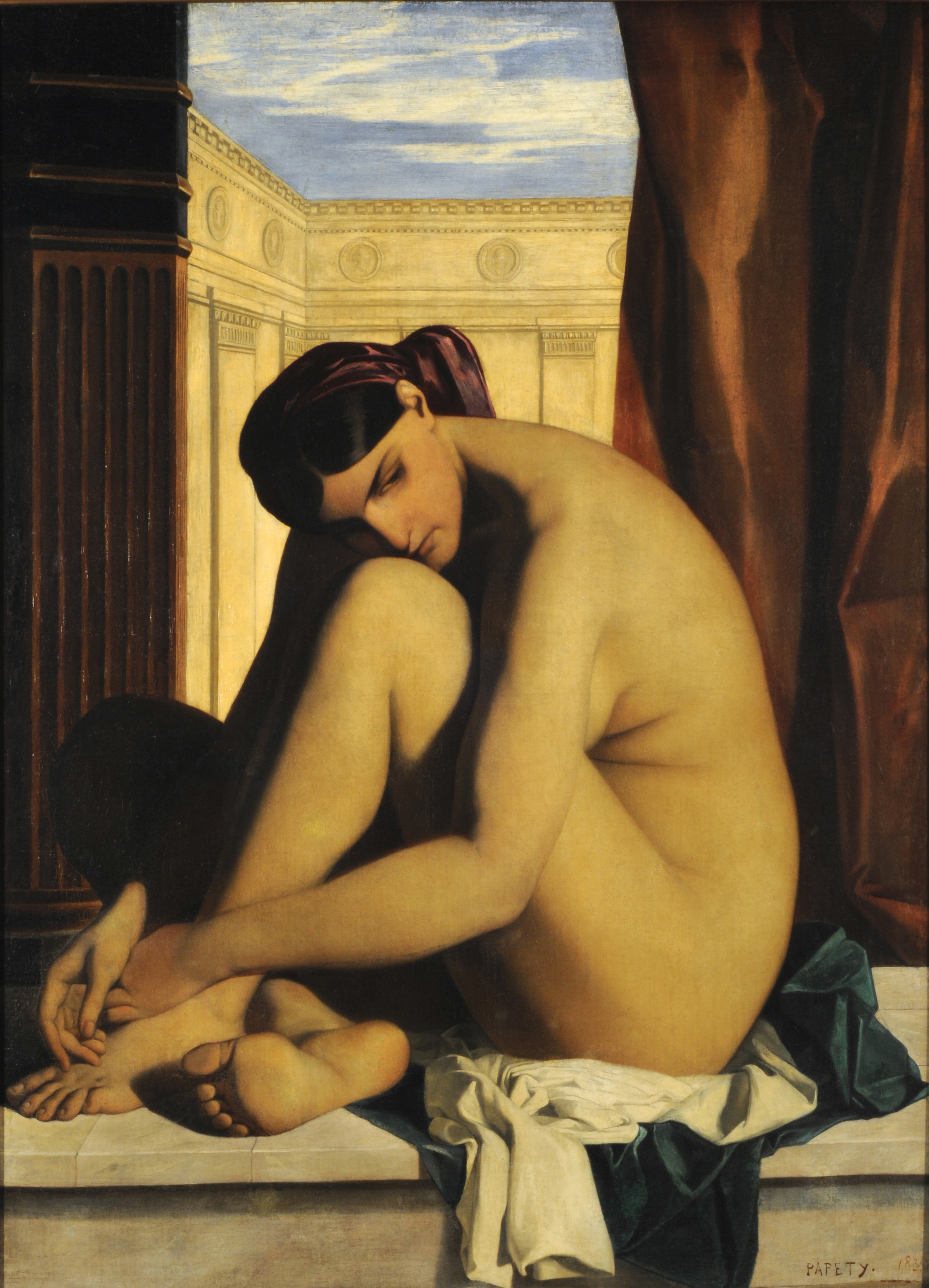
Обнажённая в термах. 1835, Национальный музей изящных искусств (Буэнос-Айрес)
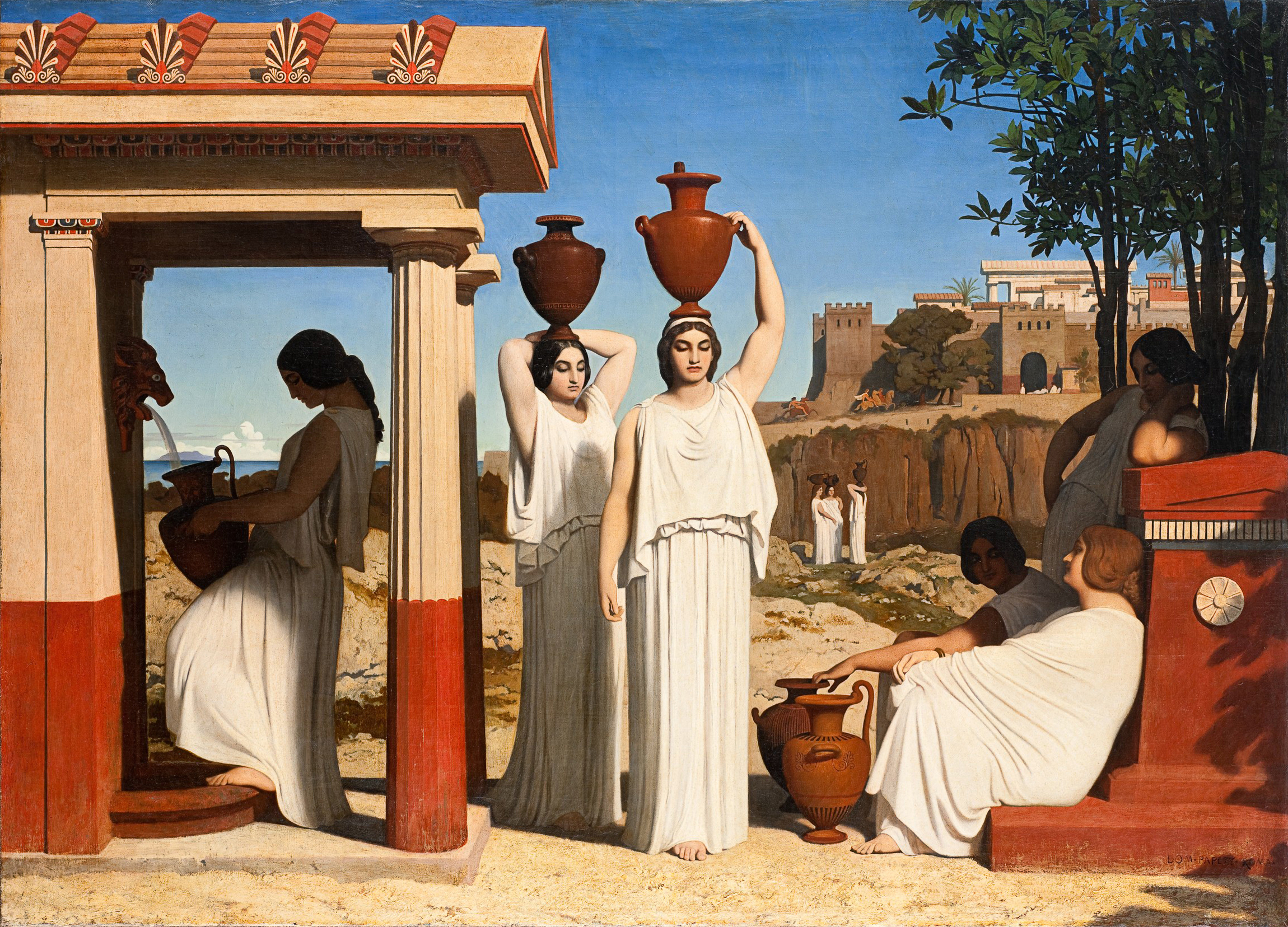
Древняя Греция. Женщины у фонтана. 1839 или 1840, Музей Фабра, Монпелье
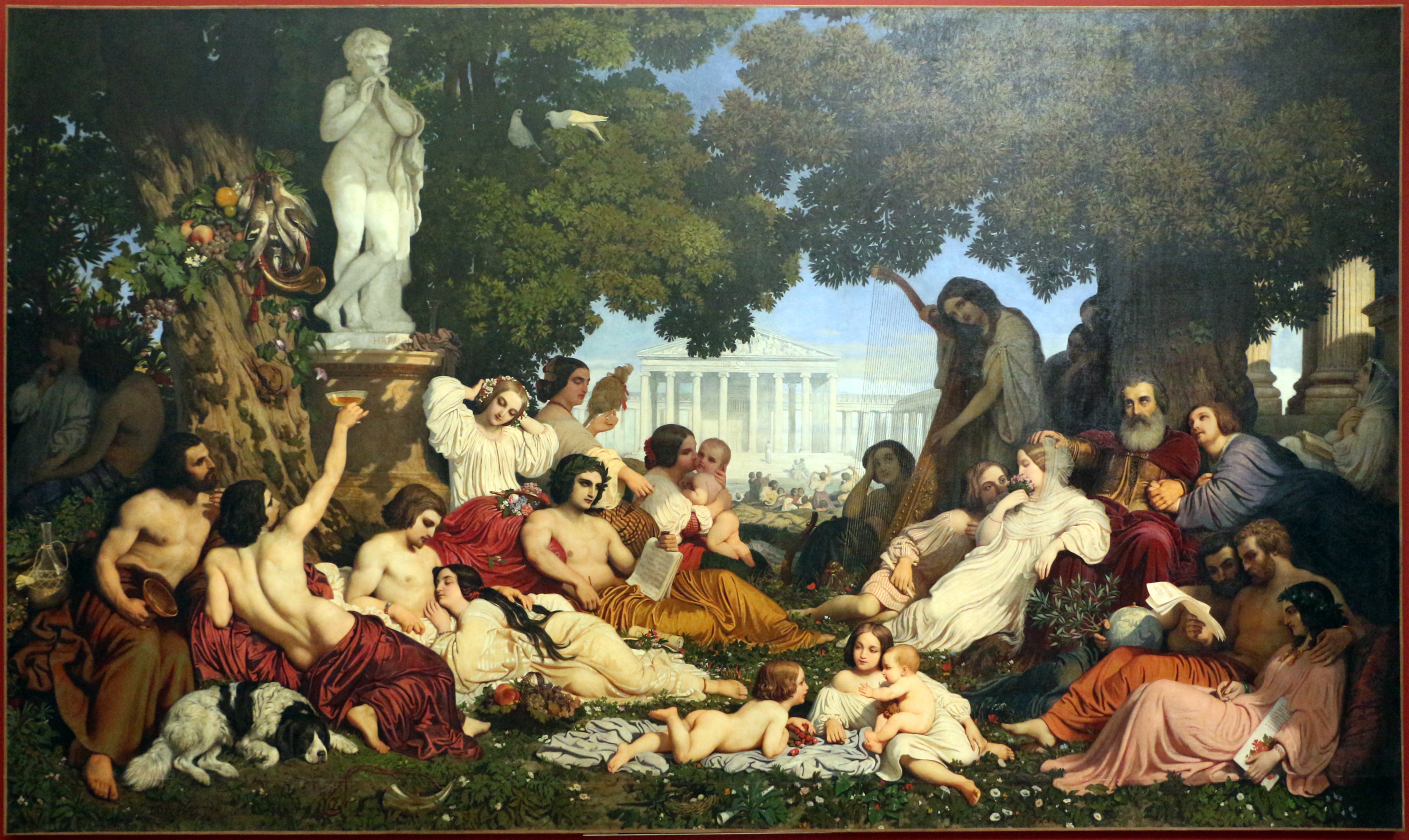
Мечта о счастье. Около 1843, Музей Орсе, Париж
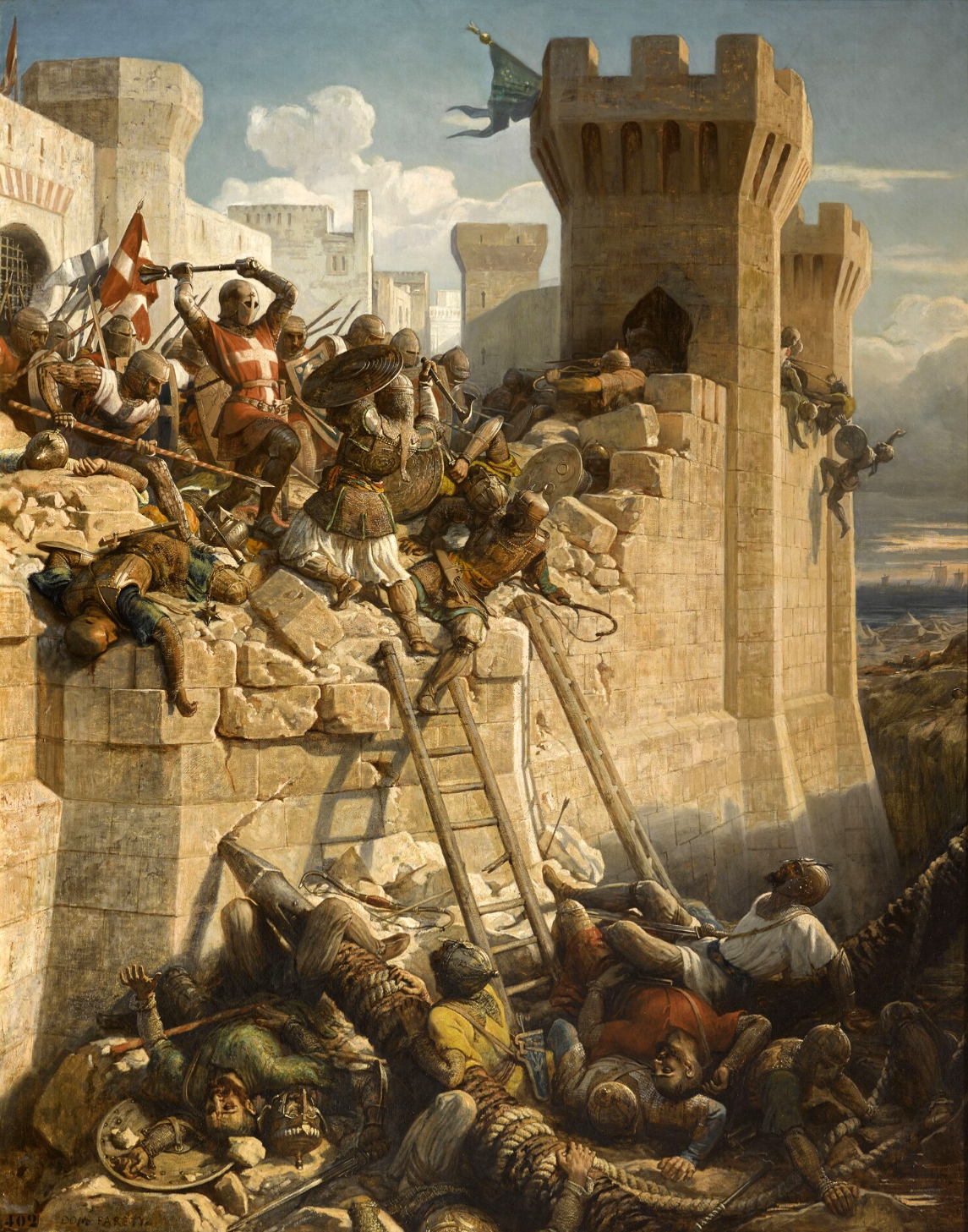
Оборона Акры крестоносцами. Около 1840, Версаль
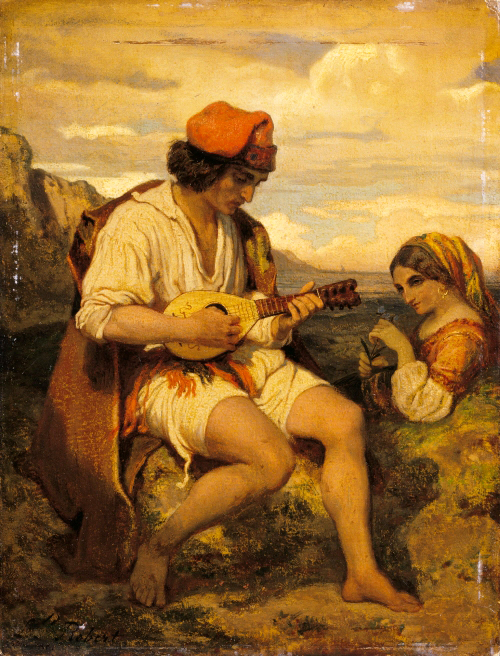
Неаполитанский рыбак. 1840-е, Собрание Уоллеса, Лондон
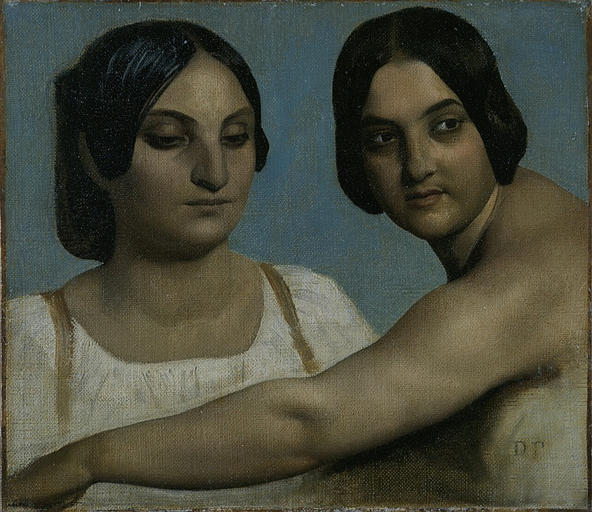
Две итальянки. Около 1840, музей Гренобля, Гренобль.
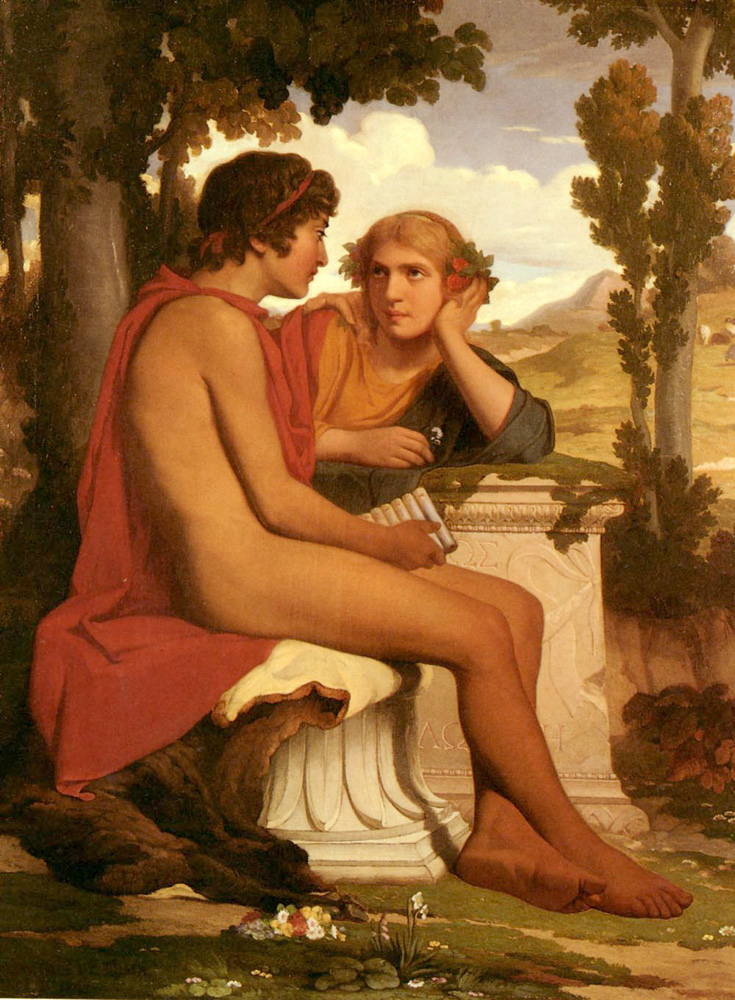
Дафнис и Хлоя. Частное собрание
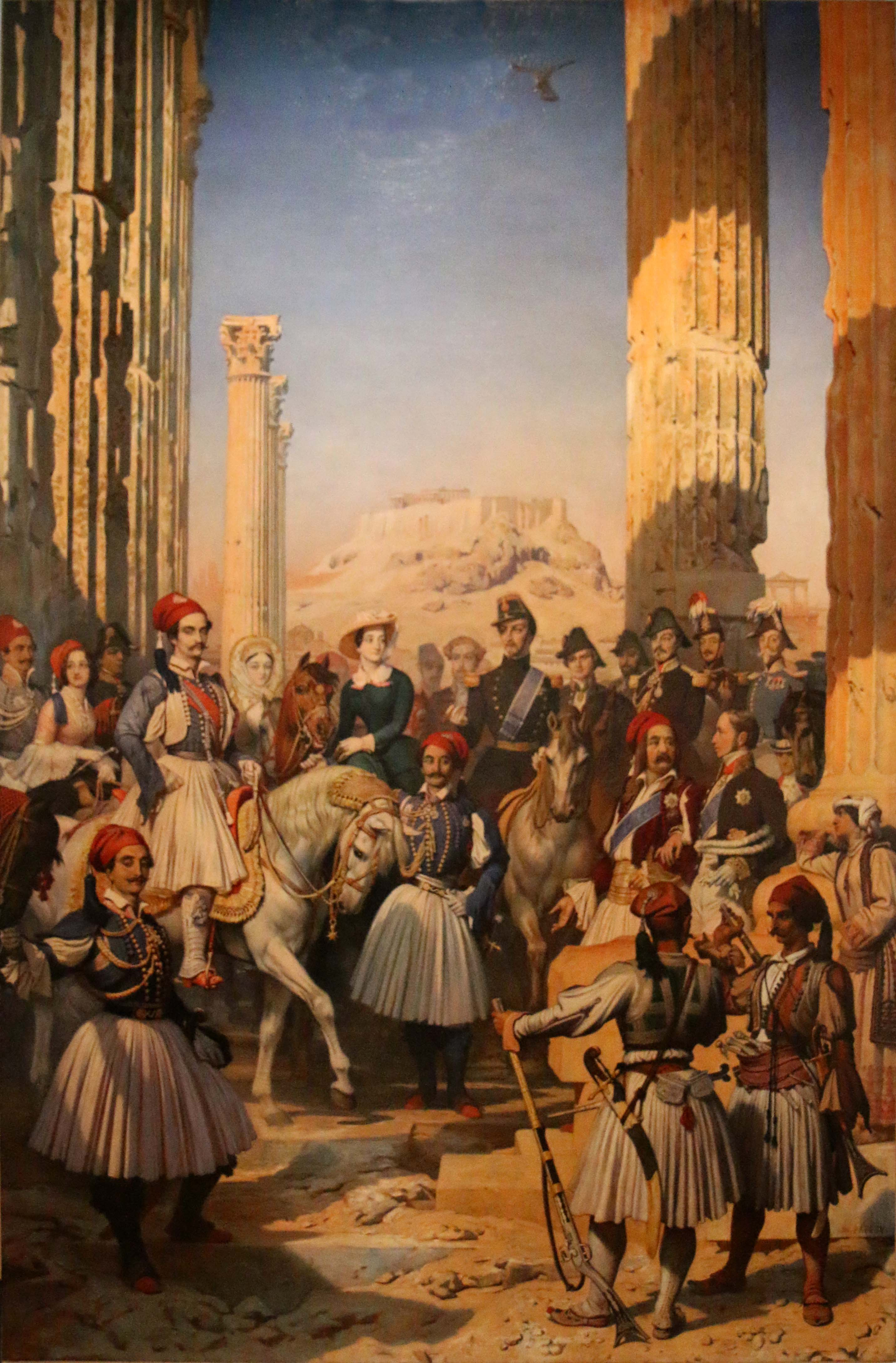
Герцог де Монпансье посещает Афины. Музей цивилизаций Европы и Средиземноморья, Марсель
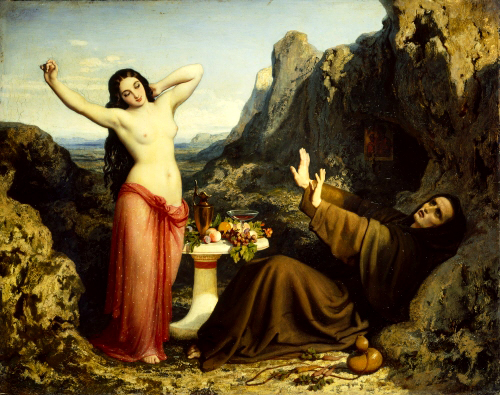
Искушение святого Иллариона. 1840-е, Собрание Уоллеса, Лондон
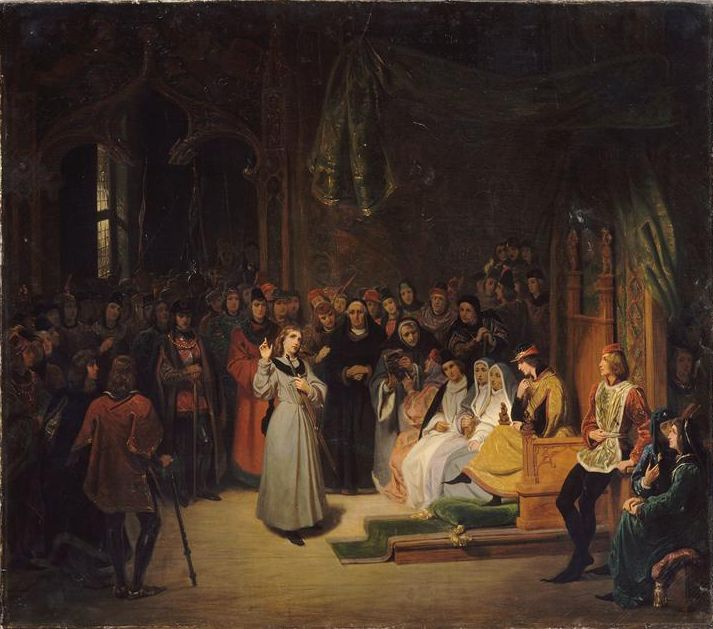
Жанна д’Арк перед королём Франции Карлом VII. Версаль